# Gran Premio di Francia 1957
Il Gran Premio di Francia 1957 fu la quarta gara della stagione 1957 del Campionato mondiale di Formula 1, disputata il 7 luglio sul Circuito di Rouen.

## Qualifiche
| Pos | N° | Pilota                | Auto          | Squadra                   | Tempo  | Distacco |
| --- | -- | --------------------- | ------------- | ------------------------- | ------ | -------- |
| 1   | 2  | Juan Manuel Fangio    | Maserati 250F | Officine Alfieri Maserati | 2:21.5 | -        |
| 2   | 4  | Jean Behra            | Maserati 250F | Officine Alfieri Maserati | 2:22.6 | +1.1     |
| 3   | 10 | Luigi Musso           | Ferrari 801   | Scuderia Ferrari          | 2:22.7 | +1.2     |
| 4   | 6  | Harry Schell          | Maserati 250F | Officine Alfieri Maserati | 2:23.2 | +1.7     |
| 5   | 12 | Peter Collins         | Ferrari 801   | Scuderia Ferrari          | 2:23.3 | +1.8     |
| 6   | 20 | Roy Salvadori         | Vanwall       | Vandervell Products Ltd.  | 2:25.1 | +4.6     |
| 7   | 14 | Mike Hawthorn         | Ferrari 801   | Scuderia Ferrari          | 2:25.6 | +4.1     |
| 8   | 16 | Maurice Trintignant   | Ferrari 801   | Scuderia Ferrari          | 2:25.9 | +4.4     |
| 9   | 8  | Carlos Menditeguy     | Maserati 250F | Officine Alfieri Maserati | 2:26.1 | +4.6     |
| 10  | 18 | Stuart Lewis-Evans    | Vanwall       | Vandervell Products Ltd.  | 2:27.6 | +6.1     |
| 11  | 26 | Ron Flockhart         | BRM P25       | Owen Racing Organisation  | 2:27.8 | +6.3     |
| 12  | 28 | Herbert MacKay-Fraser | BRM P25       | Owen Racing Organisation  | 2:29.9 | +8.4     |
| 13  | 22 | Jack Brabham          | Cooper T43    | Cooper Car Company        | 2:30.9 | +9.4     |
| 14  | 30 | Horace Gould          | Maserati 250F | Privato                   | 2:35.0 | +13.5    |
| 15  | 24 | Mike MacDowel         | Cooper T43    | Cooper Car Company        | 2:38.6 | +17.1    |

## Gara
| Pos | N° | Pilota                     | Costruttore   | Giri | Tempo/Causa Ritiro | Pos. griglia | Punti |
| --- | -- | -------------------------- | ------------- | ---- | ------------------ | ------------ | ----- |
| 1   | 2  | Juan Manuel Fangio         | Maserati      | 77   | 3:07:46.4          | 1            | 8     |
| 2   | 10 | Luigi Musso                | Ferrari       | 77   | +50.8 secs         | 3            | 7     |
| 3   | 12 | Peter Collins              | Ferrari       | 77   | +2:06.0            | 5            | 4     |
| 4   | 14 | Mike Hawthorn              | Ferrari       | 76   | +1 Giro            | 7            | 3     |
| 5   | 6  | Harry Schell               | Maserati      | 70   | +7 Giri            | 4            | 2     |
| 6   | 4  | Jean Behra                 | Maserati      | 69   | +8 Giri            | 2            |       |
| 7   | 24 | Mike MacDowel Jack Brabham | Cooper-Climax | 68   | +9 Giri            | 15           |       |
| Ret | 8  | Carlos Menditeguy          | Maserati      | 30   | Motore             | 9            |       |
| Ret | 18 | Stuart Lewis-Evans         | Vanwall       | 30   | Sterzo             | 10           |       |
| Ret | 20 | Roy Salvadori              | Vanwall       | 25   | Motore             | 6            |       |
| Ret | 28 | Herbert MacKay-Fraser      | BRM           | 24   | Trasmissione       | 12           |       |
| Ret | 16 | Maurice Trintignant        | Ferrari       | 23   | Sistema elettrico  | 8            |       |
| Ret | 22 | Jack Brabham               | Cooper-Climax | 4    | Incidente          | 13           |       |
| Ret | 30 | Horace Gould               | Maserati      | 4    | Trasmissione       | 14           |       |
| Ret | 26 | Ron Flockhart              | BRM           | 2    | Incidente          | 11           |       |

## Statistiche

### Piloti
- 23ª vittoria per Juan Manuel Fangio
- 1° e unico giro più veloce per Luigi Musso
- 1° e unico Gran Premio per Mike MacDowel e Herbert MacKay-Fraser

### Costruttori
- 8° vittoria per la Maserati

### Motori
- 8° vittoria per il motore Maserati

### Giri al comando
- Luigi Musso (1-3)
- Juan Manuel Fangio (4-77)

## Classifica Mondiale
| Pos | Pilota                | Punti |
| --- | --------------------- | ----- |
| 1   | Juan Manuel Fangio    | 25    |
| 2   | Sam Hanks             | 8     |
| 3   | Jim Rathmann          | 7     |
|     | Luigi Musso           | 7     |
| 5   | Jean Behra            | 6     |
|     | Tony Brooks           | 6     |
| 7   | Harry Schell          | 5     |
| 8   | Peter Collins         | 4     |
|     | Jimmy Bryan           | 4     |
|     | Carlos Menditeguy     | 4     |
|     | Masten Gregory        | 4     |
| 12  | Paul Russo            | 3     |
|     | Mike Hawthorn         | 3     |
|     | Stuart Lewis-Evans    | 3     |
| 15  | Maurice Trintignant   | 2     |
|     | Andy Linden           | 2     |
| 17  | José Froilán González | 1     |
|     | Stirling Moss         | 1     |
|     | Alfonso de Portago    | 1     |